# Schizonycha suturalis
Schizonycha suturalis är en skalbaggsart som beskrevs av Moser 1914. Schizonycha suturalis ingår i släktet Schizonycha och familjen Melolonthidae. Inga underarter finns listade i Catalogue of Life.